# Oxyothespis apostata
Oxyothespis apostata är en bönsyrseart som beskrevs av Johann Heinrich Kaltenbach 1984. Oxyothespis apostata ingår i släktet Oxyothespis och familjen Mantidae. Inga underarter finns listade i Catalogue of Life.